# Сексомния
Сексо́мния (лат. sexus — «пол, секс» + лат. somnus — «сон») — психическое расстройство, при котором человек во время сна занимается сексом или проявляет другую сексуальную активность. Сексомния считается вариацией сомнамбулизма. Проявляется как у мужчин, так и у женщин. Характерной чертой является фаза сна без быстрых движений глаз. Не следует путать это состояние с хорошо изученной сексуальной активностью во время обычного сна — ночные поллюции, эрекции, оргазмы во сне.
При сексомнии сексуальные действия происходят в бессознательном состоянии, человек не осознаёт и не запоминает происходящего. Иногда воспоминание возможно, но обычно воспринимается как сексуальный сон. Это не позволяет считать такие действия преступлениями, даже если по всем остальным признакам их можно было бы так классифицировать. Имеются прецеденты, когда диагноз «сексомния» позволял снять обвинения в изнасиловании.

## История исследований
Первая научная публикация, в которой предположили, что сексуальное поведение во время сна может быть отдельным типом парасомний (необычных действий спящих людей), была издана в 1996 году тремя исследователями — Колин Шапиро (англ. Colin Shapiro) и Ник Траджанович (англ. Nik Trajanovic) из университета Торонто и Пауль Федоров (англ. Paul Fedoroff) из университета Оттавы. С 2005 года Американская академия медицины сна (англ. American Academy of Sleep Medicine) признала сексомнию в качестве самостоятельного синдрома.
По результатам исследований, опубликованных в вестнике Академии психосоматической медицины (англ. Academy of Psychosomatic Medicine), сексомния имеет три степени:
1. Наименее опасная проявляется в расстройствах сна, не доставляющих особого беспокойства окружающим.
2. Случаи, последствия которых «проявляются в некотором моральном вреде».
3. В самых тяжёлых ситуациях больные вступают с партнёрами в бессознательно-сомнамбулический сексуальный контакт.

Известны случаи, когда при сексомнии люди наносили себе или партнёру травмы. Чаще всего это связано с тем, что данные действия спящий человек осуществляет неосознанно и гораздо грубее, агрессивнее, чем действует в бодрствующем состоянии.

## Симптомы
Сексомния включает следующие действия, но не ограничивается ими:
- мастурбация
- ласки, поглаживания
- половой акт
- сексуальное насилие или изнасилование

Мастурбация во время сна впервые была зарегистрирована как клиническое расстройство в 1986 году. Как сообщалось, 34-летний мужчина мастурбировал каждую ночь до кульминации, несмотря на ежедневные половые сношения с женой перед сном. Благодаря документированию с использованием видео и полисомнографии этот случай позволил получить дополнительную информацию о природе этой необычной формы расстройств сна.
Наблюдатели (свидетели) отмечали, что человек в эпизодах сексуальной активности действовал с открытыми глазами, хотя глаза описывали как «пустые» и «стеклянные». Это создаёт видимость того, что человек бодрствует и находится в сознании, хотя он совершенно не осознаёт своих действий.

## Распространённость
Ранее в медицинской литературе было крайне мало сообщений о сексомнии. С одной стороны, это объяснялось спецификой самого вопроса (люди не склонны жаловаться на столь деликатные проблемы). С другой стороны, бессознательное состояние препятствует получению объективной информации.
В июне 2010 года сотрудники канадской Университетской сети учреждений здравоохранения (англ. University Health Network) из Торонто на ежегодном собрании Ассоциации обществ исследователей сна (англ. Associated Professional Sleep Societies) представили доказательства достаточно высокой распространённости сексомнии. По их наблюдению, бессознательный секс во время сна встречается чаще у мужчин (11 %), чем у женщин (4 %). Правда, это статистика наблюдения более 800 пациентов центра нарушения сна и среди общего населения проценты должны быть ниже. Пока можно лишь сделать вывод о половой дифференциации частоты проявления сексомнии в пользу мужчин.
Предпринята попытка получить данные о том, что именно повышает риск сексомнии. Людей, страдающих этой формой расстройства сна, отличало от других пациентов клиники более частое признание в употреблении наркотиков (15,9 % против 7,7 %).

## Последствия
Человек, страдающий сексомнией, может испытывать различные негативные эмоции из-за своего расстройства. Часто встречаются:
- гнев
- замешательство, дезориентация
- отрицание
- фрустрация
- чувство вины
- отвращение
- стыд

Независимо от того, участвует ли кто-либо другой в действиях спящего, внешние наблюдатели часто первыми признают ненормальность поведения. Это ненормальное сексуальное поведение может быть нежелательным для партнёра, что может приводить к обострению взаимоотношений.

## Лечение
Психиатр Карлос Шенк и невролог Марк Маховальд из регионального центра нарушения сна в Миннесоте (англ. Regional Sleep Disorders Center) считают, что это расстройство легко поддаётся лечению с помощью транквилизатора общего действия клоназепам. Они считают, что распространение информации о характере расстройства подтолкнёт людей обращаться за медицинской помощью, а не считать сексомнию причудой или сексуальным отклонением.
Для людей с сексомнией поощряется изменение образа жизни — уменьшение стресса и причин тревоги может уменьшить вероятность обострения расстройства. Открытое обсуждение и взаимопонимание между партнёрами уменьшает негативные эмоции и создает обстановку поддержки.
В качестве профилактики предлагается создание и поддержание безопасной среды для всех, кто может пострадать в результате расстройства. Меры предосторожности включают сон в отдельной спальне, установку замков и сигнализации на двери.